# 内藤頼以
内藤 頼以（ないとう よりもち）は、江戸時代後期の大名。信濃高遠藩の第6代藩主。高遠藩内藤家11代。
安永5年（1776年）、陸奥福島藩主・板倉勝矩の没後にその五男として生まれる。寛政3年（1791年）12月、高遠藩主内藤長好が嫡子をもうけぬまま死去したため、その養子となって家督を相続する。寛政4年1月27日、将軍徳川家斉に拝謁する。同年12月16日、従五位下大和守に叙任する。文化5年（1808年）6月24日、奏者番に就任する。文政2年9月16日、奏者番を辞任する。文政3年（1820年）に隠居し、三男・頼寧に家督を譲った。通称を左京亮に改め、後に静翁と号した。安政3年（1856年）没した。

## 系譜
父母
- 板倉勝矩（実父）
- 内藤長好（養父）

正室
- 松 ー 稲葉正諶の娘

子女
- 内藤頼敦（長男）
- 内藤頼容（次男）
- 内藤頼寧（三男）